# Éles télisás
Az éles télisás (Cladium mariscus) a perjevirágúak (Poales) rendjébe sorolt palkafélék (Cyperaceae) családjában a télisás (Cladium) nemzetség egyik faja. Magyarországon ez a messze legismertebb télisás, ezért a fajt a források elsöprő többsége egyszerűen csak „télisásnak” nevezi.

## Származása, elterjedése
Síksági kozmopolita faj, főleg a mérsékelt égövben és a trópusokon. Óvilági: Európában, Afrikában és a Mediterráneumban él. Magyarországon többek közt a Gödöllői-dombság területén él.

## Megjelenése, felépítése
Hengeres vagy tompán háromoldalú, a tövénél 1–4 cm, följebb 1,5 cm vastag szára 0,8–3 m magasra nő. Hajtásai lazán visszahajlanak.
Vastag, kúszó tarackjával terjeszkedik.
Szárölelő, hálózatosan erezett leveleinek kocsánya hosszú, hüvelye kezdetben sárgás-, majd feketésbarna, nagyon kemény, merev. Hegybe keskenyedő levéllemeze sima, lapos, szürkészöld, a széleken és a háti ereken élesen fűrészes fogazattal, amitől élesen háromélű.
Virága füzér; fejecskeszerű barna kalászkái 5–15-ösével egy csomóban nagy, laza, legyező alakú virágzatba állnak össze a lombozat fölé emelkedő, kerek keresztmetszetű virágszár végén. Egy-egy füzérke 3–4 mm hosszú, eleinte sárgás-, később rőtbarna. A csúcsvirágok porzósak, az alattuk állók kétivarúak. A lepelserték hiányoznak. Egy-egy kétivarú virág többnyire 2 porzót és a 2 vagy 3 bibét tartalmaz. A bibeszál sárgás, fonalas. Az elnyílt virágok bibeszálai lehullanak, ezért a virág színe sárgásról idővel rőtbarnára vált.
Tojásdad alakú, rövid hegyű, csillogó barna, törékeny, 3 mm hosszú magvai kalászkákba rendeződnek.

## Életmódja, termőhelye
Mészkedvelő évelő, ami a napsütötte vagy félárnyékos helyeket kedveli. Vagyon vízigényes, vízi–mocsári növény. Növekedéséhez talpvizet kíván, a virágnyílás és a termés érlelése közben az üde rét is megfelelő számára. Télen is zöld marad.
Meszes talajú tópartokon, tőzegvágásokban, nádasokban a magassásosok és a nádasok között mintegy átmeneti jellegű, elárasztott iszapos talajokon kifejlődő télisásos (Cladietum marisci), lápréteken pedig a kormos csátéval (Schoenus nigricans) a téli sásos láprét (Cladio marisci-Schoenetum nigricantis) növénytársulás karakterfaja. A nádtippanos növénytársulásokban — lápi nádtippanos (Calamagrostietum neglectae), dárdás nádtippanos (Calamagrostetum canescentis) — elszórt, magános szálai emelkednek ki a nádtippanok közül.
Június–júliusban nyílik; füzérvirágait a szél porozza be.